# Theater Walhalla
Theater Walhalla is een kleinschalig vestzaktheater in Katendrecht (Rotterdam). Het theater is een burgerinitiatief van programmamaakster Rachèl van Olm  en cabaretier Harry-Jan Bus.
Het gebouw waarin Theater Walhalla is gevestigd was oorspronkelijk een danspaleis, Dancing Walhalla., gebouwd in 1912 Het theater heeft 76 zitplaatsen en is na de renovatie in 2008 opnieuw gedecoreerd door de Rotterdamse kunstenares Anne-Marie Fok.  Het werd op 8 september 2008 officieel geopend door burgemeester Ivo Opstelten.

## Voorstellingen
Theater Walhalla organiseert meer dan 300 voorstellingen per jaar en is daarnaast initiatiefnemer van festivals als De Nacht van de Kaap, Het Welkom Thuis Straat Theater Festival, De Ronde van Katendrecht en het Kid Dynamite Jazz Festival. Jaarlijks komen er rond de 30.000 bezoekers naar de diverse voorstellingen. De festivals worden bezocht door ongeveer hetzelfde aantal bezoekers. Bij Theater Walhalla en Kantine Walhalla werken betaalde (parttime) krachten en meer dan 20 vrijwilligers.

## Kantine Walhalla

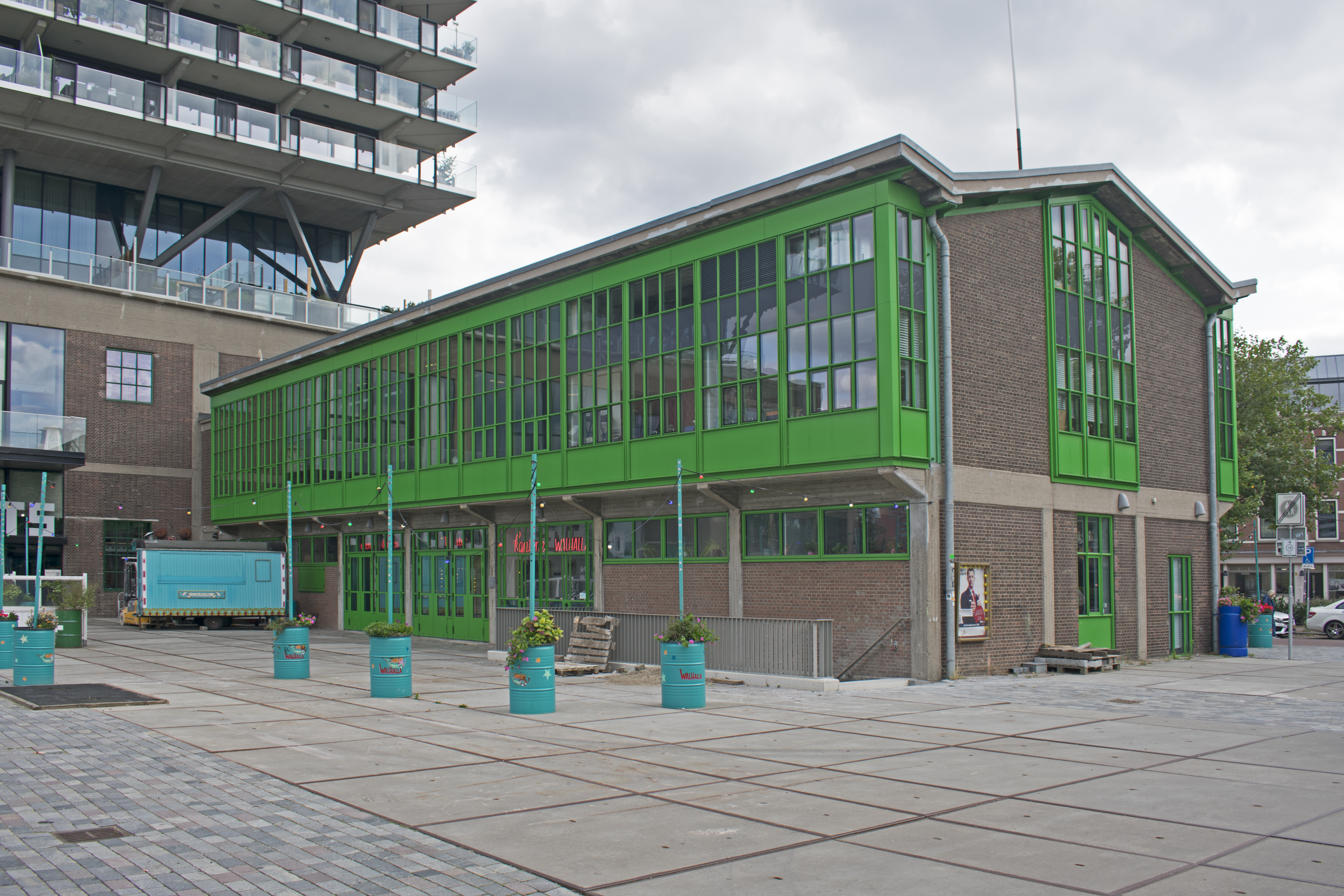
Het gebouw aan de Veerlaan 11

In oktober 2014 opende Theater Walhalla op steenworp afstand van haar eerste zaal onder de naam Kantine Walhalla een tweede theaterzaal in de voormalige Steinwegkantine aan de Veerlaan 11. Het heeft 176 zitplaatsen en beschikt op de begane grond over een café-restaurant.  Het gebouw is in 1953 ontworpen door gemeentewerken Rotterdam en deed tot 2009 dienst als kantine en wasgelegenheid voor havenwerkers. Na aankoop door de gemeente Rotterdam werd het gebouw in 2013 overgenomen door de Stichting Volkskracht Historische Monumenten.  Van Schagen Architecten heeft in 2014 de buitenzijde op de eerste verdieping, waar zich ook de theaterzaal bevindt, terug gerenoveerd in haar oorspronkelijk staat met aan beide zijde een originele vliesgevel van 32 meter lang met grote glaspartij.
Kantine Walhalla is gelegen naast de Fenix 1-loods. Deze voormalige havenloods is door ontwikkelaar Heijmans naar een ontwerp van Robert Winkel van Mei-architecten ontwikkeld tot een appartementencomplex met 212 loftwoningen en verschillende culturele, culinaire en creatieve gebruikers, waaronder de Fenix Food Factory, Codarts hogeschool voor circus, jeugdcircus Rotjeknor en dansgezelschap Conny Janssen Danst.
Na herinrichting van de buitenruimte werd het haventerrein naast Kantine Walhalla omgedoopt tot Dolf Henkesplein. Het is vernoemd naar de Katendrechtse kunstenaar Dolf Henkes.

## Werkplaats Walhalla
In 2017 startte Theater Walhalla onder de naam Werkplaats Walhalla een eigen productiehuis voor talentontwikkeling. Het werd op 9 maart 2018 geopend door vicepremier Hugo de Jonge. Het is gesitueerd in de oude gymzaal van de monumentale Tolhuisschool in de Tolhuisstraat 105 op Katendrecht. Deze voormalige gymzaal is ingericht als theaterzaal en biedt plaats aan 100 personen. De Werkplaats biedt theatermakers ruimte om eigen producties te ontwikkelen. Het productiehuis wordt ondersteund door de Stichting Droom & Daad. Deze stichting initieert, stimuleert, investeert en realiseert initiatieven op het gebied van Kunst & Cultuur in Rotterdam en werkt op die manier mee aan een aantrekkelijke stad voor bewoners en bezoekers.

## Onderscheidingen
In 2009 werden de initiatiefnemers van Theater Walhalla onderscheiden met de Van der Leeuwprijs. Dit is een prijs voor privaat initiatief van bewoners of culturele ondernemers die bijdragen  aan het plezier en comfort van de stad Rotterdam. In 2010 ontvingen zij de Laurenspenning  voor hun verdiensten voor het culturele en sociale leven voor de wijk Katendrecht. In 2012 ontving Theater Walhalla de Job Duraprijs. Deze prijs ondersteunt initiatieven van particulieren, buurten, instellingen en projectgroepen die de stad helpen te transformeren naar de wensen van nu en straks.

## Financiering
Het theater is sinds 2009 opgenomen in het Cultuurplan van de gemeente Rotterdam. De subsidie dekt 25% van de totale begroting. De overige 75% van de inkomsten verdient Walhalla zelf. Het theater wordt daarbij ondersteund door een brede groep sponsors en een groep donateurs.